# Казуар-джудже
Казуар-джудже (Casuarius bennetti) е вид птица от семейство Казуарови (Casuariidae). Видът е незастрашен.

## Разпространение и местообитание
Разпространен е в планинските гори на Нова Гвинея, Нова Британия и остров Япен. Среща се на надморска височина от около 3600 m.